# Ивана Павићевић
Ивана Павићевић (Ужице, 30. марта 1982) српска је позоришна, телевизијска и филмска глумица. Стална је чланица ансамбла ужичког Народног позоришта.. 

## Филмографија
| Год.  | Назив                        | Улога          |
| ----- | ---------------------------- | -------------- |
| 2004. | Карађорђе и позориште        | Anđelija       |
| 2006. | Шејтанов ратник              | Рада Бубалица  |
| 2007. | Љубав, навика, паника        |                |
| 2017. | Последњи запис Леонида Шејке | Olja Ivanjicki |

## Позоришне улоге
- Боинг боинг
- Виктор или деца на власти
- Вишњик
- Вртешка
- Волпоне
- Дошљаци
- Инес де Кастро
- Како живот
- Карданус
- Конкурс
- Лизистрата
- Мајстор и Маргарита
- Одумирање међеда
- Пер Гинт
- Посета
- Прича
- Родољупци
- Саваракатину
- Свечана вечера у погребном предузећу
- Снежана и седам патуљака
- Сплетка и љубав
- Трнова ружица
- У цара Тројана козје уши
- Уметност и доколица
- Хроми идеали
- Чудо у Шаргану

## Награде и признања
- Награда за улогу кћери у представи Уметност и доколица на 43. Фестивалу професионалних позоришта Србије „Јоаким Вујић“, у Крушевцу, 2007.
- Гран при за епизодну улогу кћери у представи Уметност и доколица, на „Међународном фестивалу глумца“, у Никшићу, 2007.
- Награда за улогу ћерке у представи Уметност и доколица, на „Јоакиминтерфесту“ 2008.
- Награда глумцу вечери на „Шабачком позоришном фестивалу“, за улогу у представи Уметност и доколица 2008.